# Червоний Ключ (джерело)
Червоний Ключ (башк. Ҡыҙыл шишмә, рос. Красный Ключ) — друге по дебіту та величині джерело в світі, після джерела Фонтен де Воклюз у Франції. Дебіт джерела 14,88 м³/сек.
Червоний Ключ — найбільше джерело питної води в Росії, та друге у Європі.

## Про джерело
Одне з найбільших карстових джерел по дебіту в світі. Розташоване на південно-західній окраїні Уфимського плато. Вихід потужного потоку води проходить з дна двох величезних карстових воронок. Річка Уфа, що протікає в глибокій долині, підкреслює велич та красу джерела.

## Промислове використання
Компанія «Красный Ключ» займається видобутком та розливом питної води.

## Галерея

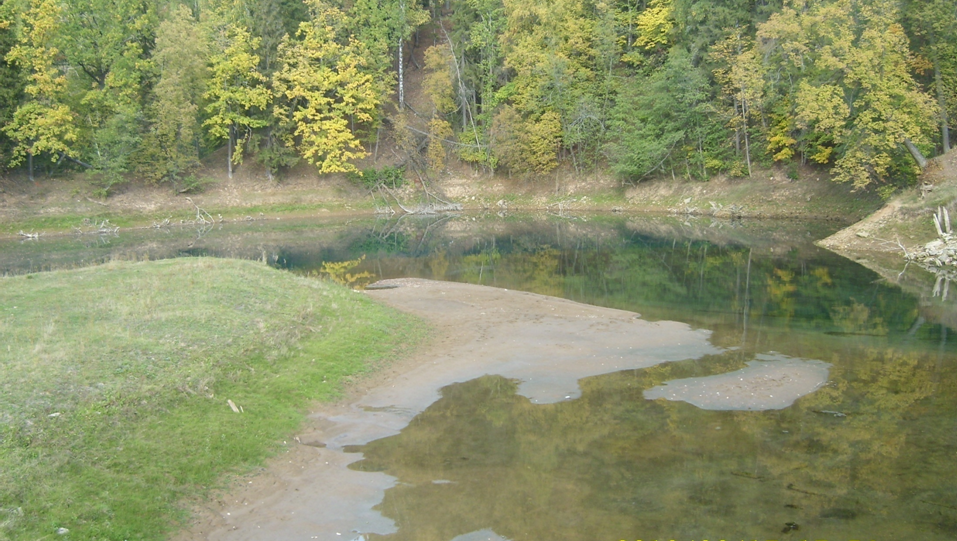
Озеро Червоний Ключ
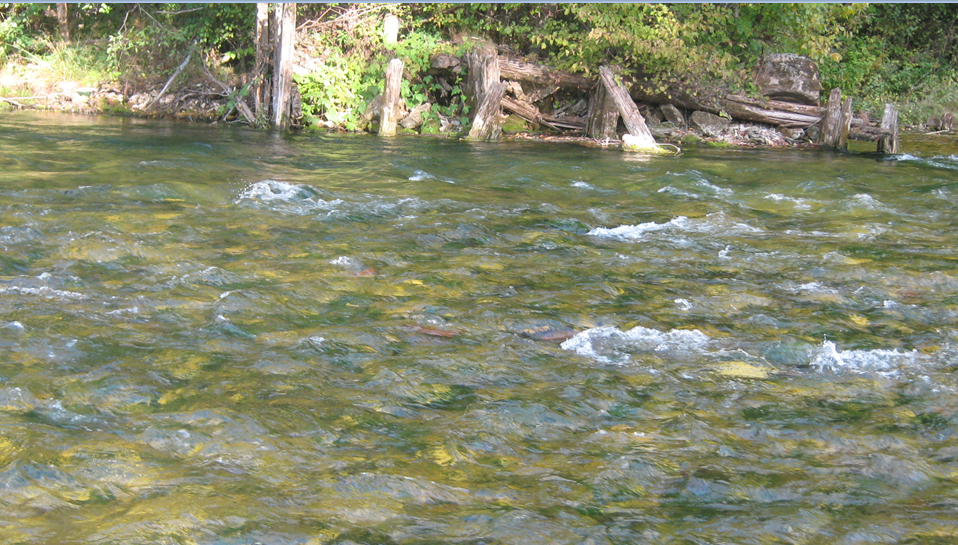
Потік води з-під джерела
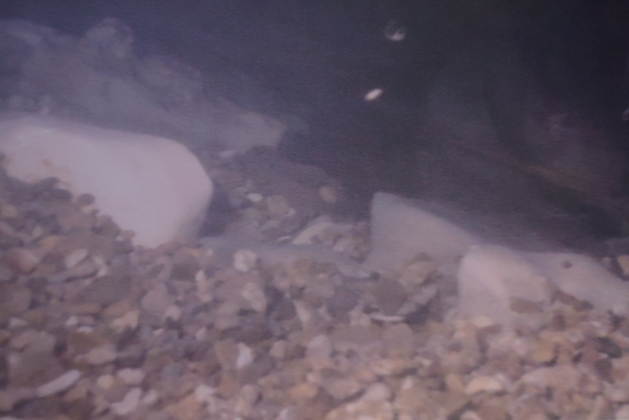
Дно джерела Червоний Ключ
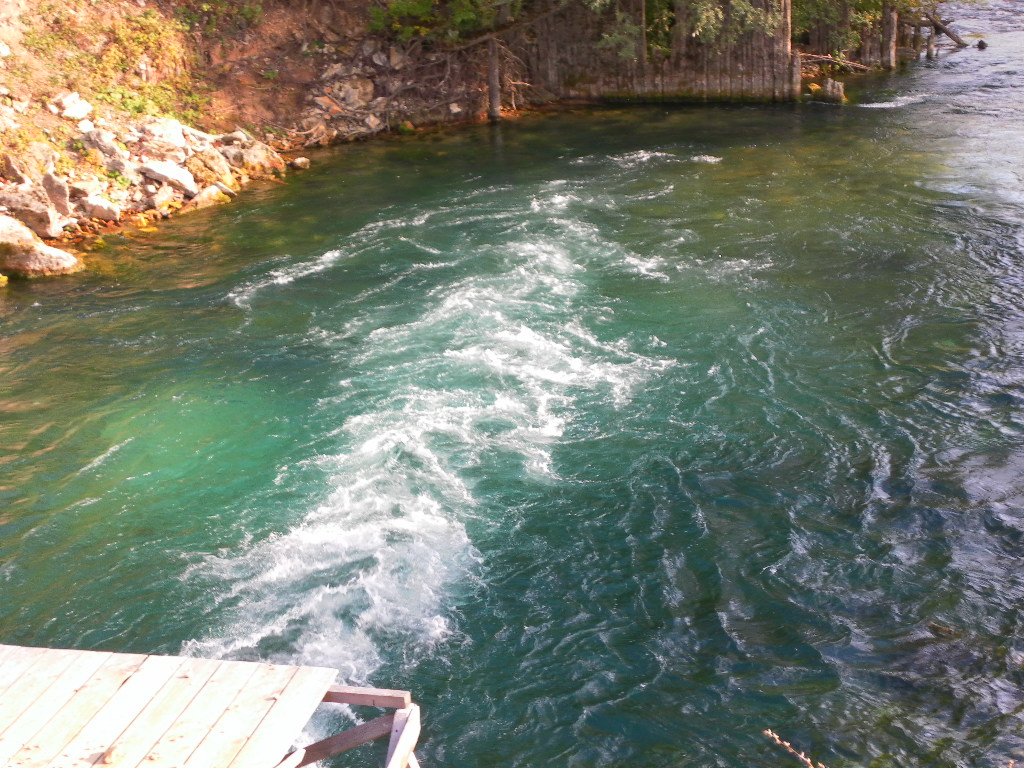
Вихід води джерела Червоний Ключ з-під МГЕС
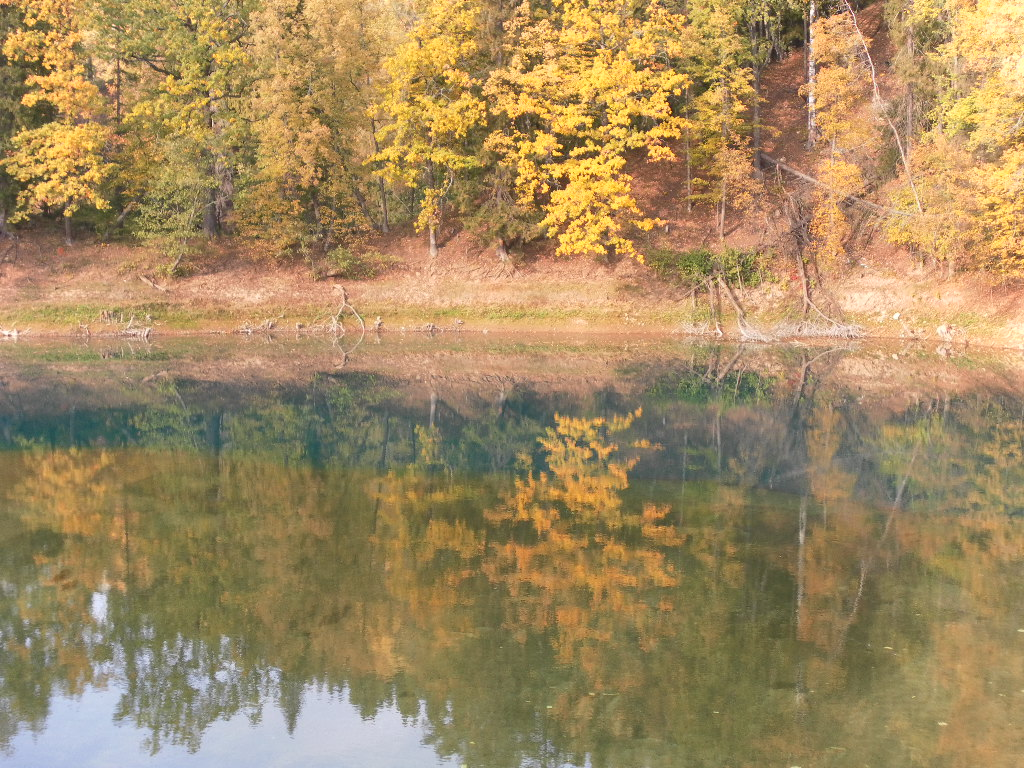
Озеро джерела
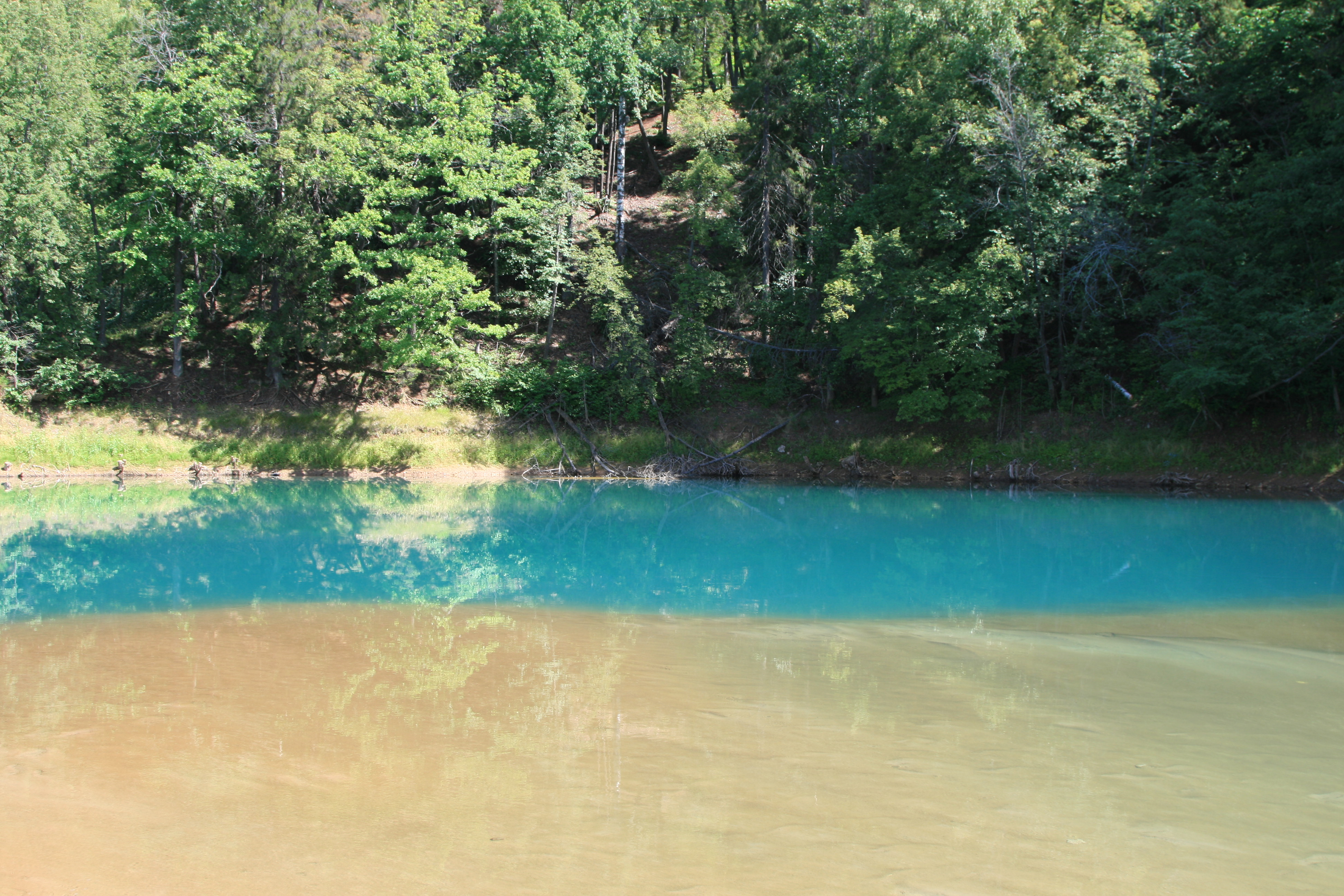
Джерело Червоний Ключ